# الحركة الماوية العالمية
الحركة الماوية العالمية (بالأنجليزية Maoist Internationalist Movement) وتعرف اختصاراً (MIM) منظمة شيوعية ثورية تستند الفكر الماركسي اللينيني الماوي تأسست في الولايات المتحدة الأمريكية عام 1983.

## تاريخ الحركة

تأسست الحركة الماوية العالمية عام 1983 تحت اسم الحركة العالمية للثورة من منظمة تسمى RADical ACAD الأكاديميين الراديكاليين في جامعة هارفرد، انطلقت حركة الأكاديميين الراديكاليين من منظمة الشيوعية الجديدة التي تأسست عام 1969 في الولايات المتحدة، التي انطلقت بدورها من حركة المجتمع الطلابي الديموقراطي غيرت المجموعة اسمها إلى الحركة الماوية العالمية عام 1984 عندما أطلق الحزب الشيوعي الثوري (RCP) الذي يقوده السياسي الشيوعي الماوي المعرف باب أوكيان اسم الحركة العالمية للثورة (RIM) فتم تغيير الاسم إلى الحركة الماوية العالمية.

## النقاط الرئيسية

الحركة الماوية العالمية (MIM) تختلف عن الأحزاب الشيوعية الأخرى في ثلاث مسائل رئيسية:
- الحركة الماوية العالمية تؤمن بأنه بعد أن يحصل الكادحون على السلطة عن طريق الثورة الإشتركية، تبقى هناك احتمالية إعادة الرأسمالية تحت قيادة برجوازية من داخل الحزب الشيوعي ذاته. في حالة الاتحاد السوفييتي، احتكرت الطبقة البرجوازية السلطة بعد موت ستالين في 1953م. في الصين حصل ذلك بعد موت ماو والتخلص من «عصابة الأربعة» في 1976م.
-تأخذ الحركة الماوية العالمية الثورة الثقافية الصينية على أنها التقدم الأقصى للشيوعية في التاريخ الإنساني.
-كما صاغ ماركس، إنجلز، ولينين وأعادت الحركة الماوية العالمية التأكيد حسب التحليل المادي، الامبريالية تستخلص أرباح هائلة من العالم الثالث وتستخدم هذه الثروة جزئياً لشراء مجتمعات كاملة ممن يسمون عمال في الدول المعتدية. هؤلاء المسمون عمالاً المشترون للامبريالية يشكلون طبقة برجوازية صغيرة تسمى الأرستقراطية العمالية. هذه الطبقات لا تشكل الوسيلة لتطوير الماوية في تلك الدول لأن مستوى معيشتها معتمد على الامبريالية. في الوقت الراهن، الأرباح الهائلة الامبريالية تشكل هذا الوضع في كندا، كوبك، الولايات المتحدة، انجلترا، فرنسا، بلجيكا، ألمانيا، اليابان، إيطاليا، سويسرا، لوكسمبرغ، هولندا، إسرائيل، السويد، والدنمارك. (انظر نظرية الحركة الماوية العالمية #1 عن الطبقة العاملة البيضاء ونظرية الحركة الماوية العالمية #10 عن أرستقراطية العمل والامبريالية وتركيبها الطبقي في 1997)(ترجمة مبدأ الحركة الماوية العالمية الأساسي الثالث)
تقبل الحركة الماوية العالمية الناس أعضاءً ممن يوافقون على هذه المبادئ الأساسية ويقبلون الديموقراطية المركزية، نظام حكم الأكثرية، على الأسئلة الأخرى من خط الحزب.
«إن نظرية ماركس، انجلز، لينين، وستالين قابلة عالمياً للتطبيق. يجب أن لا ننظر لها كعقيدة، بل كمرشد للتحرك. دراستها ليست مسألة مجردة من تعلم المصطلحات والتراكيب، بل مسألة تعلم الماركسية اللينينية كعلم الثورة». -- ماو تسي تونج، أعمال مختارة، مجلد 2 صفحة 208.
في اجتماع حزبها في 1995، مررت الحركة الماوية العالمية برنامجاً سياسياً يحدد ما نريد وما نؤمن به.